# Sogne i Danmark
Sogne i Danmark betegner enten Folkekirkens sogne eller matrikelsogne.
Langt de fleste danske kirkesogne opstod i middelalderen, og deres grænser blev sjældent forandret. I 1841 indførtes sogneforstanderskaber, hvor sognepræst, store jordbesiddere og valgte medlemmer fik et lokalt ansvar for forvaltning af skole-, fattig- og vejvæsen, og i 1868 trådte en ny landkommunallov i kraft. Med den erstattedes sogneforstanderskabet af et sogneråd. 
Med få undtagelser udgjorde kirkesognene på landet frem til kommunalreformen i 1970 normalt også en selvstændig kommune (sognekommune), idet dog mange kommuner bestod af 2 eller 3 sogne. Endnu i dag følger kommunegrænser og skoledistrikter på landet oftest sognegrænserne, ligesom sognet mange steder stadig er den naturlige enhed for lokalsamfundets foreningsliv m.v. 

## Folkekirkens sogne
I Folkekirken i dag hører der normalt én kirke til hvert sogn, således at et sogn er det område, som kirkens menighed bor i. Enkelte sogne har dog mere end en kirke. 
Flere sogne kan dele en præst og kaldes i så fald et pastorat. Tidligere var der kun én sognepræst i hvert sogn. I dag kan der være flere, men en af dem vil så være udnævnt som den kirkebogsførende. 
En gruppe af sogne, der ledes af en fælles provst, kaldes et provsti.
Folkekirkens grundenheder består ifølge Danmarks Statistik og Ministeriet for Ligestilling og Kirke i oktober 2022 af 2.133 sogne med 2.354 (ikke opdateret) kirker varetaget af 1.919 menighedsråd organiseret i 103 provstier. Sognene varierer meget i størrelse.
I godt 100 sogne er der således færre end 200 indbyggere, mens der i knap 100 sogne
er flere end 10.000 indbyggere.

## Matrikelsogne
Udviklingen har ført til, at der kan være forskel på et kirkesogn og et matrikelsogn, hvor det dog oprindelig har været det samme. I Matriklen er det enkelte grundstykke opført med matrikelnummer i en by (landsby), der hørte under et sogn, der hørte under et herred, der hørte under et amt; men gennem tiden er de administrative inddelinger blevet ændret. Matriklen føres i Kort- og Matrikelstyrelsen. Tidligere (indtil 1989) var det i Matrikeldirektoratet. Ændringer i kirkesognenes grænser efter herredernes ophør har ikke ført til tilsvarende ændringer i matrikelsognenes grænser.